# Hélio
Hélio César Pinto dos Anjos dit Hélio (né le 7 mars 1958 à cidade de Janaíba) est un entraîneur de football brésilien. 

## Clubs entraînés
- 1988-1989 :  Joinville
- 1990 :  Avaí
- 1991 :  Juventude
- 1992 :  EC Vitória
- 1993 :  EC Santo André
- 1993 :  Náutico Capibaribe
- 1994 :  XV de Piracicaba-SP
- 1994 :  Atletico-PR
- 1995 :  Remo
- 1995 :  Goiás
- 1996-1997 :  Sport
- 1997 :  Grêmio
- 1998-1999 :  Vitória
- 1999-2000 :  Goiás
- 2001 :  Juventude
- 2001 :  Guarani
- 2001 :  Vasco da Gama
- 2001-2002 :  Goiás
- 2002-déc. 2002 :  Gama
- jan. 2003-mars 2004 :  SC Recife
- avr. 2004-2004 :  Fortaleza
- 2004-sep. 2004 :  Vitória
- nov. 2004-déc. 2004 :  Santo André
- déc. 2004-2005 :  Bahia
- 2005-déc. 2005 :  Fortaleza
- oct. 2005-2006 :  Juventude
- 2006-sept. 2006 :  Fortaleza
- sep. 2006-oct. 2006 :  São Caetano
- oct. 2006-mars 2007 :  Náutico
- mars 2007-juin 2008 :  Arabie saoudite
- 2008-jan.2010 :  Goiás
- fév. 2010-oct. 2010 :  Al-Nasr
- déc. 2010-fév. 2011 :  Vila Nova
- fév. 2011-2011 :  SC Recife
- 2011-aout 2011 :  Vila Nova
- 2011-mars 2012 :  Atlético Goianiense
- mai 2012-2012 :  Atlético Goianiense
- 2012-aout 2012 :  Figueirense
- mars 2013-2013 :  Fortaleza
- 2014-sep .2014 :  Atlético Goianiense
- avr. 2015-2015 :  Goiás
- 2015-oct .2015  :  ABC Natal
- jan .2016-2016 :  Najran SC
- 2016-nov. 2016 :  Al Faisaly
- nov. 2016-avr. 2017 :  Al-Qadisiya Al-Khubar
- 2017-2018 :  Goiás
- 2019–2020 :  Paysandu
- nov. 2020-août 2021 :  Náutico Capibaribe
- sep. 2021-fév. 2022 :  Náutico Capibaribe
- fév. 2022-avr. 2023 :  AA Ponte Preta
- juin 2023-sep. 2024 :  Paysandu
- sep. 2024-nov. 2024 :  Clube de Regatas Brasil